# Thaumastoderma ramuliferum
Thaumastoderma ramuliferum är en djurart som tillhör fylumet bukhårsdjur, och som beskrevs av Clausen 1965. Thaumastoderma ramuliferum ingår i släktet Thaumastoderma och familjen Thaumastodermatidae. Inga underarter finns listade i Catalogue of Life.